# 알아라프
알아라프 또는 고벽장은 꾸란의 제7번째 수라(장)이다. 무슬림이 사탄의 유혹과 술책에 현혹되지 않도록 이 장은 경고하고 있다. 
206절(āyāt)로 구성된 꾸란의 7장(수라)이다. 계시(Asbāb al-nuzūl)의 시기와 맥락적 배경에 관해서는 "메카의 수라(Meccan surah)"인데, 이는 그것이 메카에서 계시된 것으로 믿어진다는 것을 의미한다. 이 장은 A'araf이라는 단어가 나오는 46~47절에서 이름을 따왔다.
아불 알라 마우두디(Abul A'la Maududi)에 따르면 공개 시간은 가축장(Al-An'am)의 시간과 거의 같다. 즉, 이슬람 예언자 무함마드가 메카에 거주하던 마지막 해: 그 훈계의 방식은 그것이 같은 시대에 속하고 둘 다 같은 역사적 배경을 가지고 있음을 분명히 나타낸다. 그러나 이 두 가지 중 어느 것이 다른 것보다 먼저 밝혀졌는지 확실하게 선언할 수는 없다. 청중은 가축장의 서론을 염두에 두어야 한다.
아담과 이블리스가 천국에서 지상으로 내려온 당시, 지구에는 선괴 악, 진리와 신앙에 대한 부정의 범례가 있었다는 걸 이 장은 말해주고 있다. 이블리스는 이슬람에서 타락 천사, 사탄의 종류로 일컬어지는데 그것이 아담의 적이자 온 인류의 적임을 이 장에서 설명하고 있는 것이다.

## 같이 보기
- 고성소
- 연옥 (기독교)

| 이 전 알아남 | 수라 7 (아랍어 원문) | 다 음 알안팔 |
| 1 2 3 4 5 6 7 8 9 10 11 12 13 14 15 16 17 18 19 20 21 22 23 24 25 26 27 28 29 30 31 32 33 34 35 36 37 38 39 40 41 42 43 44 45 46 47 48 49 50 51 52 53 54 55 56 57 58 59 60 61 62 63 64 65 66 67 68 69 70 71 72 73 74 75 76 77 78 79 80 81 82 83 84 85 86 87 88 89 90 91 92 93 94 95 96 97 98 99 100 101 102 103 104 105 106 107 108 109 110 111 112 113 114 |                      |              |